# Bataille de fleurs de Jersey

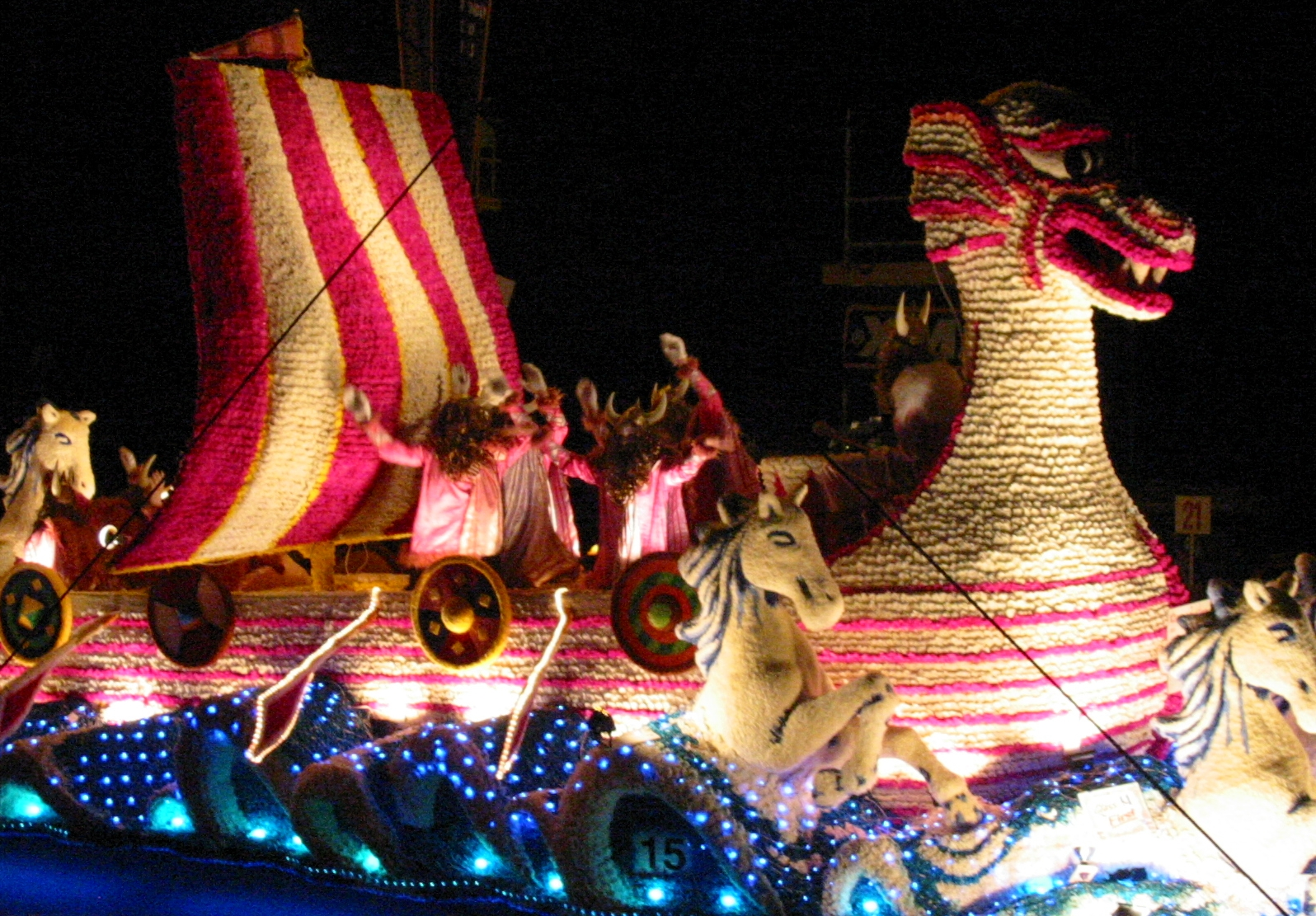
Drakkar viking à la Bataille de Fleurs de Saint-Hélier à Jersey en 2007.

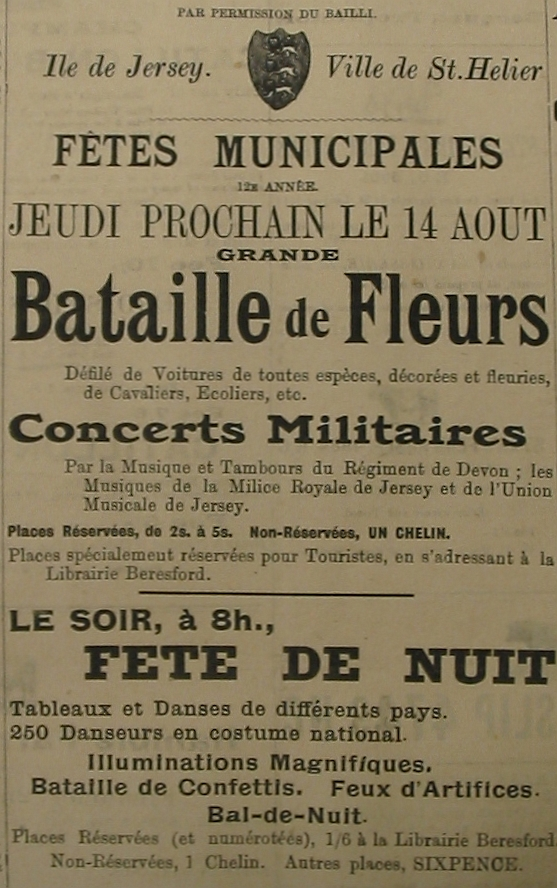
Affiche pour annoncer la Bataille de Fleurs de Jersey en 1913.

La bataille de fleurs de Jersey (en jersiais : Batâle dé Flieurs, en anglais : Battle of Flowers), est un carnaval estival qui a lieu le second jeudi du mois d'août depuis 1902 dans les rues de Saint-Hélier à Jersey.

## Présentation
Le carnaval fut inauguré pour la première fois en 1902 pour célébrer le couronnement du roi Édouard VII du Royaume-Uni. La bataille de fleurs s'interrompit durant la Première Guerre mondiale. Elle ne reprit qu'en 1922 sous la forme de fêtes de village jusqu'en 1928, année où la Chambre de commerce de Jersey prit la direction de l'organisation de cette bataille de fleurs. La Seconde Guerre mondiale interrompit une seconde fois ce carnaval.
Ce n'est qu'en 1951, que la Bataille de fleurs fut réorganisée dans les rues de Saint-Hélier.
Jusque dans les années 1960, il y avait une véritable bataille de fleurs à la fin de la parade. Les gens prenaient les fleurs des chars et des bateaux pour les lancer sur la foule dans une ambiance très festive. Mais en 1969, un arrêté mit un terme à cette bataille de fleurs qui pouvait déraper et surtout dégrader les chars et les bateaux. De nos jours, une partie des fleurs, décorant le défilé, est en papier.
Depuis 1989, une parade nocturne est organisée en parallèle au défilé diurne traditionnel. Pour l'occasion, les chars et bateaux sont illuminés d'une multitude de couleurs lumineuses.

## Trophées
Chaque paroisse de l'île conçoit et fabrique son char ou plutôt son bateau. Chaque paroisse a choisi une jeune femme pour figurer sur son navire et concourir pour l'élection de Miss Bataille de Fleurs (Miss Battle of Flowers).
Le défilé permet de noter les "cârrosses" de chaque paroisse. Six prix sont décernés avec leur dénomination en langue française.
- Prix d'Honneur.
- Prix d'excellence.
- Grand Prix des Paroisses.
- Grand Prix des Fleurs.
- Prix d'Honneur de Papier.
- Prix de Mérite.